# Anky van Grunsven
Theodora Elisabeth Gerarda (Anky) van Grunsven (Erp, 2 januari 1968) is een Nederlandse dressuuramazone. Zij is drievoudig olympisch kampioen en de Nederlander die in totaal (goud, zilver en brons) de meeste olympische medailles op de zomerspelen in de Nederlandse sportgeschiedenis heeft behaald.

## Biografie
Anky van Grunsven begon met rijden op zesjarige leeftijd. Na het behalen van haar havo-diploma op het Zwijsen College in Veghel, besloot Van Grunsven om professioneel te gaan rijden.
Prisco was haar eerste eigen paard. In 1980 reed Anky van Grunsven met hem haar eerste dressuurwedstrijd in de L-klasse. In 1982 promoveerde ze naar de Z-klasse. In 1990 werd ze voor het eerst Nederlands kampioen. Met Bonfire waarmee zij in 1991 voor de tweede keer Nederlands dressuurkampioen werd, won ze in totaal negenmaal de nationale dressuurtitel.
In 1994 werd Anky van Grunsven in Den Haag wereldkampioene op het onderdeel Kür op Muziek. Ze won zeven keer de Wereldbekerfinale, waarvan vijf keer met Bonfire: de eerste keer in 1995 in Hollywood, waarbij “Bonfire’s Symphony” als kürmuziek een grote rol speelde; in 1996 in Göteborg; in 1997 in ’s-Hertogenbosch; in 1999 in Dortmund; en in 2000 wederom in ’s-Hertogenbosch. Daarna won Anky van Grunsven nog tweemaal de Wereldbekerfinale met Keltec Salinero: in Düsseldorf (2004), en in Las Vegas (2005).
Paardrijden en alles eromheen is voor Van Grunsven een fulltime bezigheid geworden. Ze geeft ook regelmatig les. Het niveau varieert van landelijk Z tot en met Grand Prix. Daarnaast geeft ze ook vaak clinics in binnen- en buitenland.

## Controverse over Rollkur

Standbeeld van Bonfire in Erp